# Mahavatar Babaji

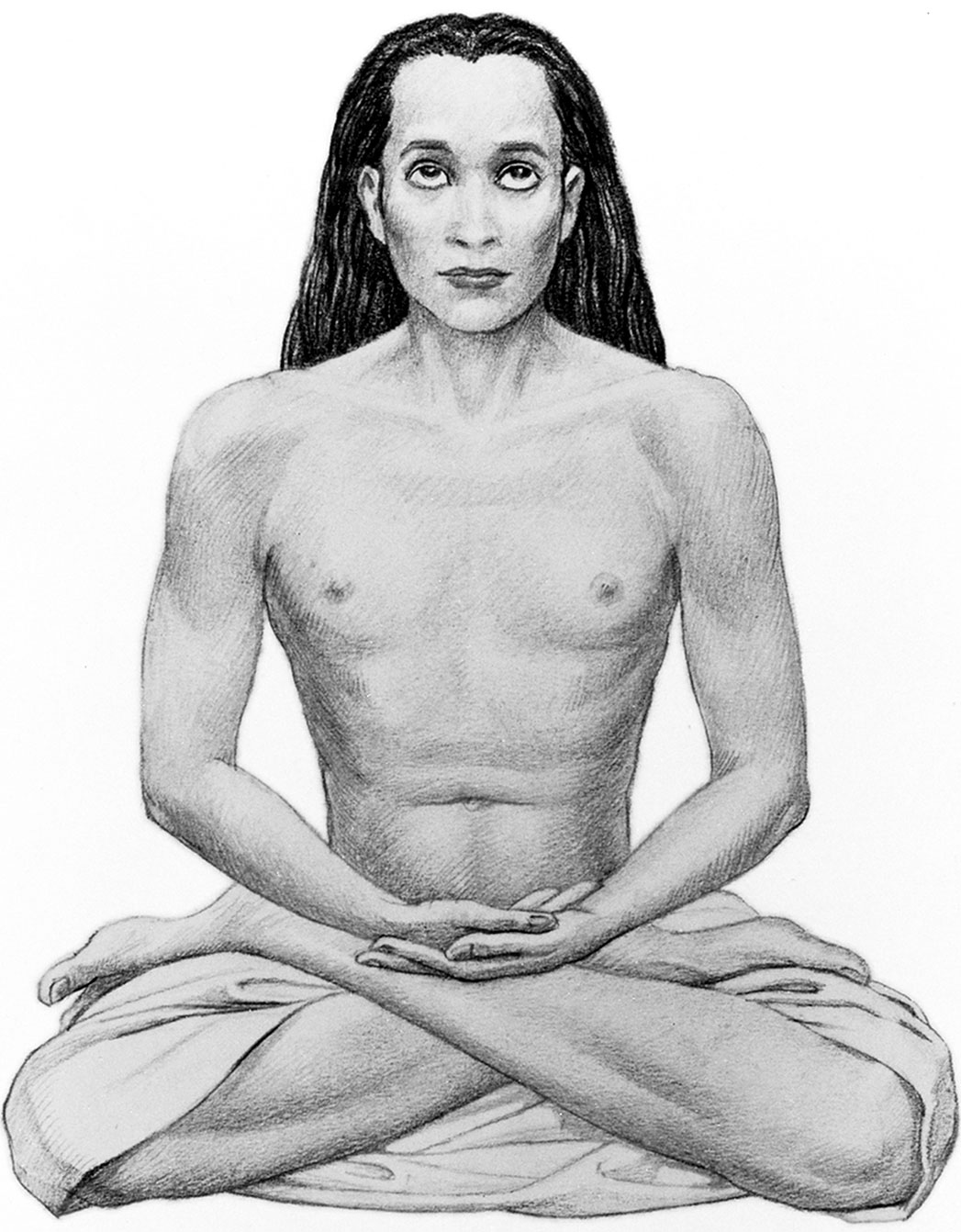
Mahavatar Babaji. Tekening gemaakt op basis van een beschrijving die Paramhansa Yogananda van Babaji gaf na hem in 1920 ontmoet te hebben in zijn ouderlijk huis in Cacutta.

Mahavatar Babaji is een  Maha-avatara die vele eeuwen geleefd moet hebben in de buurt van Badrinathpuri. Volgens Marshal Govindan werd Babaji geboren op 30 november 203 in Prangipettai in Tamil Nadu, India. Zijn ouders noemden hem Nagaraj, koning van de slangen. De naam Babaji - eerwaarde vader - kreeg hij pas veel later. Govindan schrijft verder: Op zijn vijfde werd hij ontvoerd en als slaaf verkocht. Zijn eigenaar liet hem spoedig vrij waarop Nagaraj zich aansloot bij een groep rondreizende spirituele zoekers (sanyasins). Weer later ging hij in de leer bij grote goeroes van toen, met name Boganathar toen hij 11 was en daarna bij Agastyar. Laatstgenoemde stuurde hem rond zijn 16e naar Badrinathpuri in de Himalaya  waar Nagaraj 18 maanden in meditatie ging. Agastyar had Nagaraj gezegd dat hij in Badrinath uit zou groeien tot 'de grootste siddha aller tijden'. Uiteindelijk maakte het goddelijke zich meester van iedere cel in zijn lichaam voordat het natuurlijke verouderingsproces was begonnen. Daarmee had Nagaraj fysieke onsterfelijkheid bereikt. Hij werd kort beschreven in The Holy Science (1949) van Sri Yoekteswar, en veel uitvoeriger in  Autobiografie van een yogi (1950) van Yoekteswars leerling Paramahansa Yogananda. Zowel Govindan, Yoekteswar en Yogananda schrijven dat ze hem hebben ontmoet.
De herintroductie van de kriya yoga zou teruggaan op Babaji, hoewel dat in praktische zin in de negentiende eeuw door Lahiri Mahasaya verwezenlijkt werd. Volgens Yogananda wijdde Babaji voor Lahiri Mahasaya ook Shankara en Kabir in de yoga in, in het bijzonder in de kriya yoga. In India zou zijn opdracht eruit bestaan, profeten te helpen hun speciale bestemming te vinden, waardoor zijn algemene naam Maha-avatar (Mahavatar) verklaard wordt.

De spirituele toestand van Babaji ligt aan de andere zijde van het menselijk voorstellingsvermogen en is daarmee onbeschrijfelijk. Zelfs de poging een beschrijving te geven is zinloos en zou beter helemaal niet overwogen moeten worden
— Sri Yoekteswar

Volgens Yogananda werken Babaji en Jezus Christus samen aan de omzetting van het goddelijke plan voor de aarde in dit tijdperk. Hun opdracht zou eruit bestaan, naties te inspireren oorlogen, racisme, religieus sektarisme en materialisme op te geven. Terwijl Jezus overwegend lichaamsloos zou werken, zou Babaji zijn lichaam niet opgegeven hebben en met uitverkoren jongeren op wisselende plaatsen in de Himalaya verblijven.
Mahavatar Babaji's zus, Mataji of moeder genoemd, zou eveneens de onsterfelijkheid van haar lichaam hebben bereikt. Babaji sprak in bijzijn van Lahiri Mahasaya, Mataji en Ram Gopal af, zijn aardse 'grot' (lichaam) niet op te geven.
Een recente beschrijving van een ontmoeting met Babaji Nagaraj is te vinden in het boek The Intitiation (2000) van de Amerikaan Donald Schnell. In november 1997 zou Schnell in India een dag in het bijzijn van Babaji hebben doorgebracht. Hij kreeg de opdracht een soort woordvoerder van Babaji in het westen te worden.
Schnell en anderen die Babaji ontmoet hebben worden geïnterviewed in een uitvoerig overzichtsartikel over Babaji, in WIE Magazine, door Carter Phipps.

## Haidakhan Babaji
Soms wordt beweerd dat Babaji zich manifesteerde in Haidakhan Babaji, kortweg "Babaji", die tussen 1970 en 1984 vanuit Haidakhan in Noord-India actief was en met name via Rebirthing ook in het Westen zijn invloed heeft doen gelden.
Maar de leringen en het gedrag van Haidakhan Babaji zijn niet geheel in overeenstemming met de beschrijvingen van Mahavatar Babaji van Paramahansa Yogananda in Autobiographie van een yogi, en ook niet zoals in "River of Compassion". door Paramahansa Hariharananda giri ervaren. Probleem is ook dat Babaji Nagaraj onsterfelijk zou zijn, terwijl Haidakan Baba in 1984 overleed. Aan de spirituele zoeker om zelf uit te maken of Haidakhan Babaji en Babaji Nagaraj al dan niet iemand anders betreft...